# Kölyök 22
A Kölyök 22 SP magyar énekes negyedik stúdióalbuma.

## Az album dalai
1. Baby/Intro
2. Szólj rám!
3. A nevem SP
4. Szeretlek
5. Hello
6. Szexből tíz km. Siska Finuccsi
7. Kelts fel
8. Kölyök22
9. Baby (acoustic)
10. Kelts fel (acoustic)
11. Szólj rám! (acoustic)
12. Szeretlek (acoustic)
13. Szexből tíz (acoustic)
14. Minden kincs
15. Úgy lennék veled

## Külső hivatkozások
- Hivatalos weboldal